# Gäddtjärnen (Los socken, Hälsingland, 683636-144659)
Gäddtjärnen är en sjö i Ljusdals kommun i Hälsingland och ingår i Dalälvens huvudavrinningsområde.